# Conductivité électrique
Pour les articles homonymes, voir Conductivité.
 (janvier 2013).
Si vous disposez d'ouvrages ou d'articles de référence ou si vous connaissez des sites web de qualité traitant du thème abordé ici, merci de compléter l'article en donnant les références utiles à sa vérifiabilité et en les liant à la section « Notes et références ».
La conductivité électrique, notée {\displaystyle \sigma }, {\displaystyle \kappa } ou {\displaystyle \gamma }, caractérise la capacité d'un matériau ou d'une solution à laisser se déplacer des charges électriques et donc permettre le passage d'un courant électrique.

## Principe physique
La conductivité électrique est l'inverse de la résistivité. La conductivité d'un matériau homogène est égale à la conductance d'un conducteur cylindrique constitué de ce matériau, divisée par sa section, et multipliée par sa longueur. C'est le rapport de la densité de courant par l'amplitude du champ électrique.
Les métaux et les solutions d'électrolytes comptent parmi les meilleurs conducteurs d’électricité. Dans les métaux (comme l'argent, le cuivre, l'or, le mercure ou l'aluminium) les porteurs de charge sont les « électrons libres ». Dans les solutions d'électrolytes, les porteurs de charge sont les ions en solution, et la valeur de la conductivité dépend de leur nature et de leurs concentrations. La conductivité d'une solution peut être mesurée à l'aide d'un conductimètre.
Certains matériaux, comme les semi-conducteurs, ont une conductivité qui dépend d'autres conditions physiques, comme la température ou l'exposition à la lumière. Ces propriétés sont de plus en plus mises à profit pour réaliser des capteurs.
Quand la conductivité dépend de la direction, on l'exprime sous la forme d'une grandeur vectorielle (CEI).

## Unité et notation
L'unité de conductivité du Système international est le siemens par mètre (S/m= A2·s3·m-3·kg-1). Toutefois, les conductimètres affichent le plus souvent leur résultat en millisiemens par centimètre (mS/cm).[réf. nécessaire]
Le symbole généralement utilisé pour désigner la conductivité est la lettre grecque sigma : {\displaystyle \sigma }. Sa valeur varie selon les matériaux de 10−22 S·m-1 à 108 S·m-1. Dans un conducteur parfait, {\displaystyle \sigma } tend vers l'infini.
Dans le domaine de l'électrostatique et de la magnétostatique, la conductivité électrique est généralement notée {\displaystyle \gamma \,} et s'exprime en (Ω.m)-1. L'unité de σ est homogène à celle de {\displaystyle \gamma } dans la mesure où le siemens est homogène à un Ω-1.

## Expression
La loi de Nernst-Einstein permet de calculer la conductivité en fonction d'autres paramètres fondamentaux du matériau :
{\displaystyle \sigma ={\frac {DZ^{2}e^{2}C}{k_{\rm {B}}T}}}
où
- {\displaystyle D} : coefficient de diffusion de l'espèce chargée considérée ;
- {\displaystyle Z} : nombre de charges portées par l'espèce ;
- {\displaystyle e} : la charge élémentaire, soit 1,602 × 10−19 C ;
- {\displaystyle C} : la concentration molaire de l'espèce, en ions/m3 ;
- {\displaystyle k_{\rm {B}}} : la constante de Boltzmann, soit environ 1,380 6 × 10−23 J K−1 ;
- {\displaystyle T} : la température absolue, exprimée en kelvins.

## Conductivité des solutions ioniques
La conductivité des solutions ioniques est donnée par la loi de Kohlrausch. Celle-ci prend deux formes, suivant les auteurs.

### Loi de Kohlrausch et équivalent de charge
En chimie, la loi de Kohlrausch permet de déterminer la conductivité d'un ion i en fonction de sa concentration :
{\displaystyle \sigma _{i}=z_{i}\cdot \lambda _{i}\cdot C_{i},}
avec {\displaystyle z_{i}} le nombre de charges de l'ion.
Par exemple, {\displaystyle z_{i}=2} éq.mol-1, pour l'ion sulfate {\displaystyle {\mbox{SO}}_{4}^{2-}}).
et {\displaystyle \lambda _{i}} la conductivité équivalente ionique de l'ion à la concentration considérée (cette valeur dépend en effet de la concentration). Le terme « équivalent » indique que la conductivité est rapportée à une charge (soit 1+ soit 1-), d'où la nécessité de la multiplier par le nombre de charge {\displaystyle z_{i}}. La conductivité équivalente ionique s'exprime en S.m2.éq-1, à la différence de la conductivité molaire ionique (voir ci-dessous) qui s'exprime en S.m2.mol-1.
Si la solution est peu concentrée, les conductivités équivalentes ioniques {\displaystyle \lambda _{i}} sont prises égales aux conductivités équivalentes ioniques à dilution infinie notées {\displaystyle \lambda _{i}^{0}}. Ces valeurs sont tabulées. Si la solution n'est pas suffisamment diluée, les conductivités ioniques ne sont en général pas connues. 
La conductivité de la solution prend alors la forme générale suivante :
{\displaystyle \sigma =\sum _{i}{z_{i}\cdot \lambda _{i}\cdot C_{i}}}

### Loi de Kohlrausch et concentration molaire
La loi de Kohlrausch s'exprime également ainsi :
{\displaystyle \sigma _{i}=\lambda _{i}\cdot C_{i},}
où {\displaystyle \lambda _{i}} est cette fois la conductivité molaire ionique de l'ion à la concentration considérée.
La conductivité molaire ionique {\displaystyle \lambda _{i}} est une grandeur caractéristique d'un ion, c'est l'apport de l'ion à la conductivité électrique de la solution. Elle dépend notamment de la composition, de la température, de la charge et de la taille de l'ion. Pour une solution faiblement concentrée, les conductivités des différents ions en solution s'additionnent : 
{\displaystyle \sigma =\sum _{i}{\sigma _{i}}},
et la conductivité prend alors la forme générale suivante :
{\displaystyle \sigma =\sum _{i}{\lambda _{i}\cdot C_{i}}}